# 텍사스 공화국
텍사스 공화국(영어: Republic of Texas, 스페인어: República de Tejas)은 멕시코 코아우일라이테하스 주의 북동부가 분리 독립하여 단기간(1836년~1845년) 존재했던 공화국이다. 미국에 흡수되어 소멸했다. 지금의 텍사스주 전체, 와이오밍주 일부, 뉴멕시코주 일부, 콜로라도주 일부, 캔자스주 일부이다.
1834년까지 텍사스에는 스티븐 오스틴의 중개에 의해 약 750세대의 미국인 거주민이 있었다. 거주민 등이 일으킨 알라모 전투를 시작으로 하는 텍사스 독립 전쟁 끝에 1836년에 텍사스 공화국이 성립하였고 초대 대통령으로는 텍사스군을 지휘한 샘 휴스턴이 선출되었다.
멕시코는 텍사스의 독립은 인정했지만 미국과의 병합은 인정하지 않았다. 그러나 주민들의 병합을 바라는 소리가 강했고, 공화국 국무장관이 된 오스틴의 노력으로 1845년에 미국의 28번째 주로서 미국연방에 가입했다. 이 텍사스 병합이 이듬해 일어난 멕시코-미국 전쟁의 계기가 되었다.

## 역사
텍사스 공화국은 텍사스 혁명의 결과로 멕시코 코아우일라 테하스 주의 일부에서 떨어져 나왔다. 멕시코는 정부의 형태를 둘러싸고 혼란에 싸져 있었다. 1835년 대통령인 안토니오 로페스 데 산타 안나가 《1824년 헌법》을 폐지하고, 스스로를 정부 위의 절대권력을 가진 독재자라고 칭하면서, 무리한 중앙집권적인 정책들을 펼치기 시작했다. 산 펠리페 데 오스틴에 있는 그들의 행동을 조율하고 있었다. 멕시코 내부에서는 여러 주가 새로운 중앙집권적 정책에 반기를 들었다. 텍사스 혁명은 공식적으로 1835년 10월 2일 《곤잘레스 전투》로 시작되었다. 처음에는 텍시언들이 1824년 헌법을 수호하기 위해 싸웠지만, 1836년의 전쟁으로 목표가 바뀌게 된다. 3월 2일에 열린 1836년 회담에서 독립을 선언하고 공식적으로 텍사스 공화국이 되었다.

### 1836-1845
텍사스 공화국 최초 의회는 1836년 컬럼비아(현재의 서콜럼비아)에 소집되었다. 텍사스의 아버지로 알려진 스티븐 오스틴은 1836년 12월 27일 새 공화국의 국무부 장관으로 2달을 일한 후에 죽음을 맞이하게 된다.

버넷 기

1836년에는 다섯 곳이 임시 수도로 지정되었다. 워싱턴 온 더 브라조스, 해리스버그, 갤버스턴, 벨라스코, 컬럼비아의 임시 수도는 이듬해 1837년 샘 휴스턴이 수도를 휴스턴으로 이주할 때까지 1년간 지속되었다. 그 수도는 다시 2년 후 1839년에 다음 대통령 미라보 B. 라마에 의해 오스틴의 새로운 타운으로 이주하였다. 최초의 공화국 깃발은 버넷 기로 금색 별 하나가 담청색 바탕 위에 있는 것이었다. 이후 공식 깃발은 론 스타 기로 바뀌었다.
공화국 내부의 정치는 두 계파의 충돌로 나타났다. 라마가 이끄는 국가주의자들은 텍사스의 지속적인 독립을 옹호하였고, 미국 인디언을 배제하고, 텍사스를 태평양으로 확장하고자 하였다. 휴스턴이 이끄는 그 반대파는 미국과 텍사스의 병합을 옹호하였고, 인디언과의 평화적인 공존을 주장하였다.
1845년 2월 미 의회에서 텍사스 합병이 승인되었고 법적 절차를 거쳐 1846년 2월 공식 합병되었다. 합병 직후 이를 둘러싼 국경 분쟁이 멕시코-미국 전쟁의 단초가 되었다.

## 대통령과 부통령
| 시작년도         | 종료년도         | 대통령                  | 부통령                  | 대통령 후보                         | 대통령. 득표 | 부통령 후보                 | 부통령 득표 |
| ---------------- | ---------------- | ----------------------- | ----------------------- | ----------------------------------- | ------------ | --------------------------- | ----------- |
| 1836년 3월 16일  | 1836년 10월 22일 | 데이비드 G. 버넷 (임시) | 로렌조 데 자발라 (임시) |                                     |              |                             |             |
| 1836년 10월 22일 | 1838년 12월 10일 | 샘 휴스턴               | 미라보 B. 라마          | 샘 휴스턴 헨리 스미스 스티븐 오스틴 | 5119 743 587 | 미라보 B. 라마              |             |
| 1838년 12월 10일 | 1841년 12월 13일 | 미라보 B. 라마          | 데이빗 G. 버넷          | 미라보 B. 라마 로버트 윌슨          | 6995 252     | 데이빗 G. 버넷              |             |
| 1841년 12월 13일 | 1844년 12월 9일  | 샘 휴스턴               | 에드워드 벌레슨         | 샘 휴스턴 데이빗 G. 버넷            | 7915 3619    | 에드워드 벌레슨 메무칸 헌트 | 6141 4336   |
| 1844년 12월 9일  | 1846년 2월 19일  | 앤슨 존스               | 케네스 루이스 앤더슨    | 앤슨 존스 에드워드 벌레슨           | —            | 케네스 L. 앤드슨            |             |

## 같이 보기
- 텍사스 혁명 (1835년-1836년)
- 텍사스 독립 선언 (1836년 3월 2일)
- 텍사스 병합 (1845년)